# Hapoel Jerusalem B.C.
El Hapoel Jerusalem B.C., también conocido como Hapoel Bank Yahav Jerusalem es un equipo de baloncesto israelí que juega en la ciudad de Jerusalén, en la Ligat Winner, la primera competición de baloncesto de su país, y en la segunda competición europea, la FIBA Champions League. Desde 1985 hasta 2014 disputó sus partidos en el Malha Arena, con aforo para 2.243 espectadores. La temporada 2014/15 estrena el flamante Jerusalem Arena con capacidad para 11,600 espectadores.

## Historia
El Hapoel Jerusalem fue fundado en 1943, jugando inicialmente en un pequeño pabellón en Histadrut Street. Sus primeros éxitos llegaron en los años 1996 y 1997, en los que consiguió en ambos del título de la Copa de Israel, derrotando en ambas ocasiones al Maccabi Tel Aviv en su estadio del Yad Eliyahu Arena.
En 2004 consiguieron su primer título europeo, al ganar la ULEB Cup tras derrotar al Real Madrid en la final, el mismo año que el Maccabi Tel Aviv ganaba su cuarta Euroliga.
En 2005 parte del equipo es adquirido por el millonario ruso-israelí Arcadi Gaydamak, con cuyo dinero se pudo contar con jugadores con experiencia en la NBA como Tamar Slay, Horace Jenkins, Roger Mason o Mario Austin, así como la estrella local Meir Tapiro.
En 2007 y 2008 volvió a ganar el torneo de Copa.

## Temporada a temporada
| Temporada | Nivel | Liga         | Pos. | Copa de Israel   | Copa de la Liga  | Competiciones europeas | Competiciones europeas |
| --------- | ----- | ------------ | ---- | ---------------- | ---------------- | ---------------------- | ---------------------- |
| 2006–07   | 1     | Super League | 2º   | Campeones        | 3.er puesto      | 2 ULEB Cup             | QF                     |
| 2007–08   | 1     | Super League | 5º   | Campeones        | Finalista        | 2 ULEB Cup             | R32                    |
| 2008–09   | 1     | Super League | 4º   | Semifinalista    | Campeones        | 3 EuroChallenge        | TR                     |
| 2009–10   | 1     | Super League | 3º   | Octavos de final | Campeones        | 2 Eurocup              | QF                     |
| 2010–11   | 1     | Super League | 3º   | Cuastos de final | Finalista        | 2 Eurocup              | TR                     |
| 2011–12   | 1     | Super League | 6º   | Octavos de final | Semifinales      | 2 Eurocup              | TR                     |
| 2012–13   | 1     | Super League | 4º   | Semifinalista    | Semifinalista    | 2 Eurocup              | TR                     |
| 2013–14   | 1     | Super League | 3º   | Octavos de final | Finalista        | 2 Eurocup              | QF                     |
| 2014–15   | 1     | Super League | 1º   | Finalista        | Campeones        | 2 Eurocup              | TR                     |
| 2015–16   | 1     | Super League | 2º   | Octavos de final | Cuartos de final | 2 Eurocup              | R32                    |
| 2016–17   | 1     | Super League | 1º   | Finalista        | Campeones        | 2 EuroCup              | SF                     |
| 2017–18   | 1     | Super League | 3º   | Semifinales      | Cuartos de final | 2 EuroCup              | TR                     |
| 2018–19   | 1     | Super League |      | Campeones        |                  | 2 EuroCup              | TR                     |

## Palmarés
- Liga de Israel
  - Campeón: 2014-15, 2016-17
  - Subcampeón: 1995/96, 1996/97, 1998/99, 2000/01, 2005/06, 2006/07, 2015/16

- ULEB Cup
  - Campeón: 2003/04

- Liga de Campeones
  - Subcampeón: 2022/23

- Copa de Israel
  - Campeón: 1995/96, 1996/97, 2006/07, 2007/08, 2018/19, 2019/20, 2022/23
  - Subcampeón: 1998/99, 1999/00, 2000/01, 2001/02, 2003/04, 2005/06, 2014/15, 2016/17

- Winner Cup
  - Campeón: 2009/10
  - Subcampeón: 2010/11, 2013/14

- League Cup
  - Campeón: 2007/08, 2008/09, 2013/14, 2015/16, 2018/19
  - Subcampeón: 2006/07, 2009/10, 2012/13

## Jugadores destacados
| - Artsiom Parakhouski - Franjo Arapović - Roger Huggins - Pops Mensah Bonsu - Lior Eliyahu - Adi Gordon - Dror Hagag - Yotam Halperin - Uri Kokia - Ido Kozikaro - Raviv Limonad - Yuval Naimy - Matan Naor - Yogev Ohayon - Guy Pnini - Doron Sheffer - Meir Tapiro - Samardo Samuels - Andrius Jurkūna - Tunji Awojobi - Emir Mutapcic - Mario Austin - William Avery | - Dan Bingenheimer - James Blackwell - Will Blalock - Timothy Bowers - Avery Bradley - Ramel Bradley - Sam Clancy Jr. - Norris Coleman - Ramel Curry - Dion Dowell - Ronald Dupree - Bill Edwards - Courtney Fells - Orien Greene - Adam Haluska - Derrick Hamilton - Brandon Hunter - Luke Jackson - Horace Jenkins - Joseph Jones - Derwin Kitchen - Leo Lyons - Roger Mason | - Demetri McCamey - Tywain McKee - Terence Morris - Rickey Paulding - Kevinn Pinkney - Roger Powell (baloncestista) - Brian Randle - Anthony Roberson - Chester Simmons - Marcus Slaughter - Tamar Slay - Craig Smith - Omar Sneed - Will Solomon - Ronald Steele - D.J. Strawberry - Amar'e Stoudemire - John Thomas - Billy Thompson - Deon Thompson - Dijon Thompson - Jarvis Varnado - Eric Washington - Travis Watson | - Jayson Wells - Jawad Williams - Justin Williams - Kenny Williams - Jurica Golemac - Yaniv Green - Dan Grunfeld - Radisav Ćurčić - Noel Felix - Jacob Pullen - Jamie Arnold - David Blatt - Joe Dawson - Zach Rosen - Torin Francis - Ed Cota - Kelly McCarty - Kevin Rankin - Pooh Jeter - Donta Smith |